# Najstarszy
Najstarszy (ang. Eldest) – druga część cyklu Dziedzictwo autorstwa Christophera Paoliniego, kontynuacja Eragona. Książka została wydana w 2005 roku kiedy Eragon znalazła się na liście bestsellerów New York Timesa.
Książka opowiada o dalszych przygodach chłopca Eragona i jego smoczycy, Saphiry.

## Fabuła
Książka zaczyna się śmiercią Ajihada i porwaniem przez urgali Murtagha i Bliźniaków, którzy zostają uznani za zmarłych. Przywódcą Vardenów zostaje, wybrana przez Radę Starszych, Nasuada, której Jeździec oddaje hołd lenny. Eragon, Arya i Orik wyruszają do Du Weldenvarden, do elfów.
Tymczasem na Carvahall napadają wojownicy Galbatorixa i Ra'zaców. Katrina – narzeczona Rorana – zostaje porwana, a Roran postanawia wyruszyć do Nardy, by później wypłynąć do Surdy. Dostaje przydomek „Młotoręki”.
Eragon przyjmuje zaproszenie do klanu Hrothgara. W czasie wędrówki odwiedzają Tarnag, a Eragon poznaje religię i bogów krasnoludów w świątyni Celbedeil. Wreszcie dochodzą do Ellesméry, gdzie okazuje się, że Arya jest córką królowej Islanzadí. Eragon spotyka Smoczego Jeźdźca Oromisa, który razem ze swym smokiem Glaedrem uczy go i Saphirę m.in. pradawnej mowy, medytacji i magii.
Roran razem z mieszkańcami Carvahall idzie do Nardy, a stamtąd płynie do Teirmu, gdzie spotykają Jeoda, który pomaga im porwać statek i uciec nim do Surdy.
Nasuada poznaje Elvę, dziewczynkę, która, okazuje się, została „pobłogosławiona” przez Eragona, który źle sformułował słowa w pradawnej mowie każąc jej bronić osoby od złego. Ratuje Nasuadę, zaatakowaną przez Draila, należącego do Czarnej Ręki, czyli agentów szpiegujących dla Galbatorixa w Surdzie.
Eragon podczas zajęć u Oromisa stwarza fairth Aryi, co doprowadza ją do szału. Eragon przeprasza ją, ale w czasie trwania Agaetí Blödhren, wyznaje jej miłość. Ona wyrusza do Surdy, a on, gdy dowiaduje się o nadciągającej bitwie, też tam podąża razem z Orikiem.
Eragon w Surdzie spotyka Nasuadę, Angelę z Solembumem, Elvę i Aryę. Do Vardenów przychodzą urgale, którzy chcą pomóc Vardenom. Rozpoczyna się bitwa. Do Surdy przybywają mieszkańcy Carvahall i krasnoludy. Armię Galbatorixa prowadzi Smoczy Jeździec, który okazuje się być Murtaghiem. Zabija on Hrothgara. Informuje Eragona, że obaj są synami Morzana, o czym mówi w Pradawnej Mowie (nie może kłamać). Następnie zabiera Zar'roca. Roran tymczasem zabija Bliźniaków. Murtagh oszczędza Eragona. Bitwa kończy się zwycięstwem Vardenów.

## Informacje o wydaniu
Knopf wydał „wersję deluxe” książki we wrześniu 2006 roku. Jest urozmaicona o historię Alagaësii, opisy postaci i nowe obrazki. Na końcu książki znajduje się pierwszy rozdział następnej części Dziedzictwa, Brisingr.